# Сталелюнас, Далюс
Далюс Сталелюнас (лит. Dalius Staleliūnas; 9 апреля 1975, Пасвалис) — литовский футболист, защитник.

## Биография
Взрослую карьеру начал весной 1993 года в клубе «Экранас» (Паневежис) в высшем дивизионе Литвы. В чемпионском сезоне 1992/93 провёл за клуб 3 матча, на следующий год принял участие в 14 поединках и стал бронзовым призёром чемпионата. В ходе сезона 1994/95 покинул клуб.
Значительную часть карьеры провёл в Эстонии. В начале 1995 года перешёл в «Тервис» (Пярну) и с этим клубом стал победителем первой лиги сезона 1994/95, а на старте сезона 1995/96 играл за «Тервис» в высшем дивизионе. Также в ходе сезона 1995/96 выступал в Эстонии за «Тевалте-Марлекор», ставший бронзовым призёром чемпионата, и в Литве за «Укмерге». С 1996 года в течение трёх сезонов играл за «Таллинна Садам», становился обладателем Кубка Эстонии и неоднократным призёром чемпионата. В 1999 году после расформирования «Таллинна Садам» перешёл в «Левадию» (Маарду), с ней за следующие два сезона дважды завоевал чемпионские титулы и два Кубка страны. В 2001 году был переведён во вторую команду «Левадии», также вышедшую в высшую лигу, провёл в ней два сезона и в 2002 году стал обладателем Кубка Эстонии. Всего в высшем дивизионе Эстонии сыграл 147 матчей и забил два гола. За эстонские клубы неоднократно играл в еврокубках.
В 2003 году вернулся в Литву и провёл сезон за аутсайдера А-Лиги «Сакалас» (Шяуляй). В апреле-мае 2004 года и марте-апреле 2006 года играл в чемпионате Фарерских островов за клуб «ВБ Вагур» (в 2006 году выступал как «ВБ/Сумба»). В 2004 году стал полуфиналистом Кубка Фарер. Также в последние годы карьеры играл в первой лиге Литвы за «Круою» (Пакруойис), а в начале 2010-х годов выступал в любительских и ветеранских соревнованиях за команду Пасвалиса.

## Достижения
- Чемпион Литвы: 1992/93
- Бронзовый призёр чемпионата Литвы: 1993/94
- Финалист Кубка Литвы: 1993/94
- Чемпион Эстонии: 1999, 2000
- Серебряный призёр чемпионата Эстонии: 1997/98, 1998
- Бронзовый призёр чемпионата Эстонии: 1995/96, 1996/97
- Обладатель Кубка Эстонии: 1996/97, 1998/99, 1999/00, 2001/02